# Acoustica: Alarm Will Sound Performs Aphex Twin
Pour les articles homonymes, voir Acoustica.
 (janvier 2017).
Si vous disposez d'ouvrages ou d'articles de référence ou si vous connaissez des sites web de qualité traitant du thème abordé ici, merci de compléter l'article en donnant les références utiles à sa vérifiabilité et en les liant à la section « Notes et références ».
Albums de Alarm Will Sound (en)
Steve Reich, Tehillim/The Desert Music
(2002) Reich at the Roxy
(2006)
Acoustica est un album de l'orchestre de chambre américain Alarm Will Sound (en), sorti en 2005.
L'album se compose d'arrangements acoustiques de morceaux de musique électronique initialement composés par Richard D. James (également connu sous le nom Aphex Twin), et apparaissant à l'origine sur ses albums Selected Ambient Works Volume II, Richard D. James Album et drukQs.

## Liste des titres
| No  | Titre            | Album original                          | Durée |
| --- | ---------------- | --------------------------------------- | ----- |
| 1.  | Cock/Ver 10      | drukQs (2001)                           | 5:14  |
| 2.  | Logon Rock Witch | Richard D. James Album (1996)           | 3:28  |
| 3.  | Meltphace 6      | drukQs (2001)                           | 6:20  |
| 4.  | Blue Calx        | Selected Ambient Works Volume II (1994) | 7:14  |
| 5.  | Fingerbib        | Richard D. James Album (1996)           | 3:49  |
| 6.  | Gwely Mernans    | drukQs (2001)                           | 4:57  |
| 7.  | 4                | Richard D. James Album (1996)           | 3:31  |
| 8.  | Prep Gwarlek 3B  | drukQs (2001)                           | 1:08  |
| 9.  | Omgyjya Switch 7 | drukQs (2001)                           | 5:08  |
| 10. | Cliffs           | Selected Ambient Works Volume II (1994) | 7:20  |
| 11. | Jynweythek Ylow  | drukQs (2001)                           | 2:29  |
| 12. | Mt. Saint Michel | drukQs (2001)                           | 3:41  |
| 13. | Avril 14th       | drukQs (2001)                           | 1:58  |

| Titres bonus | Titres bonus          | Titres bonus    | Titres bonus | Titres bonus | Titres bonus | Titres bonus | Titres bonus | Titres bonus | Titres bonus |
| No           | Titre                 | Arrangement     | Durée        |              |              |              |              |              |              |
| ------------ | --------------------- | --------------- | ------------ | ------------ | ------------ | ------------ | ------------ | ------------ | ------------ |
| 14.          | Prep Gwarlek 3B Remix | Dennis DeSantis | 6:00         |              |              |              |              |              |              |
| 15.          | Cliffs Remix          | Dennis DeSantis | 5:46         |              |              |              |              |              |              |
| 68:23        |                       |                 |              |              |              |              |              |              |              |